# Nigar Jamal
Nigar Jamal (em azeri: Nigar Camal, Bacu, 7 de setembro de 1980) é uma cantora azeri de R&B, soul e pop em Londres desde 2005.
Em 1997, ele começou a estudar economia na Universidade Khazar onde se licenciou em 2001.

## Eurovisão 2011
Com Eldar Gasimov, participou na selecção nacional do Azerbaijão, vencendo sob o nome de Ell & Nikki foram submetidos ao festival em Düsseldorf, onde passaram a primeira semifinal e ganharam na final de 14 de Maio de 2011 com a canção "Running Scared" obtendo um total de 221 pontos. O duo foi formado para participar no concurso, mas não atuaram juntos anteriormenteporém tinham carreiras separadas.

## Vida pessoal
Jamal é casada com Tyrone Jamal, que tem duas filhas, Shaniqua e Rochelle.